# Persone di nome Mike/Calciatori
| Questa pagina contiene informazioni ricavate automaticamente dalle voci biografiche con l'ausilio del template Bio e di un bot. L'aggiornamento è periodico e automatico e ricostruisce completamente la pagina. Se manca una persona in questa lista, sei pregato di non aggiungerla, ma accertati piuttosto che la sua voce biografica contenga il template Bio e che i dati anagrafici siano correttamente compilati. Se il template Bio manca, inseriscilo tu stesso o, in alternativa, metti l'avviso {{tmp\|Bio}} che ne segnala la mancanza. Se i dati riportati sono sbagliati, correggi direttamente la voce biografica; le modifiche saranno visibili in questa lista entro pochi giorni. Per chiarimenti vedi il progetto antroponimi. La lista contiene solo le 51 persone che sono citate nell'enciclopedia e per le quali è stato implementato correttamente il template Bio. Pagina aggiornata al 22 lug 2025. |

Questa è una lista di persone presenti nell'enciclopedia che hanno il nome Mike e sono calciatori.

## B(4)
- Mike Banner, ex calciatore statunitense (Washington, n. 1984)
- Mike Barry, ex calciatore inglese (Kingston upon Hull, n. 1953)
- Mike van Beijnen, calciatore olandese (Breda, n. 1999)
- Mike Bernard, ex calciatore inglese (Shrewsbury, n. 1948)

## C(3)
- Mike Campaz, ex calciatore colombiano (San Andrés de Tumaco, n. 1987)
- Mike Cestor, calciatore francese (Bagneux, n. 1992)
- Mike Connell, ex calciatore sudafricano (Johannesburg, n. 1956)

## D(4)
- Mike Doyle, calciatore inglese (Manchester, n. 1946 - † 2011)
- Mike van Duinen, calciatore olandese (L'Aia, n. 1991)
- Mike Duxbury, ex calciatore inglese (Blackburn, n. 1959)
- Mike dos Santos Nenatarvicius, calciatore brasiliano (Suzano, n. 1993)

## E(1)
- Mike Eerdhuijzen, calciatore olandese (Volendam, n. 2000)

## F(4)
- Mike Fillery, ex calciatore inglese (Londra, n. 1960)
- Mike Flater, ex calciatore statunitense (Evanston, n. 1950)
- Mike Flynn, ex calciatore inglese (Oldham, n. 1969)
- Mike Frantz, calciatore tedesco (Saarbrücken, n. 1986)

## G(1)
- Mike Gomes, calciatore svizzero (Neuchâtel, n. 1988)

## H(5)
- Mike Hanke, ex calciatore tedesco (Hamm, n. 1983)
- Mike Harrison, calciatore inglese (Ilford, n. 1940 - Spagna, † 2019)
- Mike Hauptmeijer, calciatore olandese (Dalfsen, n. 1997)
- Mike Havenaar, ex calciatore giapponese (Hiroshima, n. 1987)
- Mike van der Hoorn, calciatore olandese (Almere, n. 1992)

## J(1)
- Mike Jensen, calciatore danese (Herlev, n. 1988)

## K(5)
- Mick Kearns, ex calciatore inglese (Banbury, n. 1950)
- Mike Kelly, ex calciatore inglese (Northampton, n. 1942)
- Mike Kleijn, calciatore olandese (Breda, n. 2005)
- Mike Themsen, calciatore danese (Hundested, n. 2006)
- Mike Könnecke, calciatore tedesco (Wolfsburg, n. 1988)

## M(8)
- Mike Magee, ex calciatore statunitense (Elmhurst, n. 1984)
- Mike Maignan, calciatore francese (Caienna, n. 1995)
- Mike Mampuya, ex calciatore belga (Verviers, n. 1983)
- Mike Margulis, calciatore statunitense (Saint Louis, n. 1950 - † 2018)
- Mike Marsh, ex calciatore e allenatore di calcio inglese (Liverpool, n. 1969)
- Mike McCabe, ex calciatore irlandese (Waterford, n. 1964)
- Mike Milligan, ex calciatore irlandese (Manchester, n. 1967)
- Mike Mutyaba, calciatore ugandese (Kampala, n. 1991)

## N(1)
- Mike Trésor Ndayishimiye, calciatore belga (Lembeek, n. 1999)

## O(1)
- Mike Ott, calciatore tedesco (Monaco di Baviera, n. 1995)

## P(2)
- Mike Peltola, ex calciatore finlandese (n. 1974)
- Mike Poto, calciatore zambiano (n. 1981)

## R(1)
- Mike Renshaw, calciatore e allenatore di calcio inglese (Manchester, n. 1948 - † 2021)

## S(3)
- Mike Saofaiga, calciatore samoano (n. 1991)
- Mike Seerey, ex calciatore statunitense (Saint Louis, n. 1950)
- Mike Stringfellow, ex calciatore inglese (Kirkby-in-Ashfield, n. 1943)

## T(2)
- Mike Temwanjera, ex calciatore zimbabwese (Harare, n. 1982)
- Mike te Wierik, calciatore olandese (Hengevelde, n. 1992)

## V(3)
- Mike van der Kooy, ex calciatore olandese (Utrecht, n. 1989)
- Mike Vanhamel, calciatore belga (Ixelles, n. 1989)
- Mike Verstraeten, ex calciatore belga (Mechelen, n. 1967)

## W(1)
- Mike Winter, ex calciatore austriaco (Austria, n. 1952)

## Z(1)
- Mike Zonneveld, ex calciatore olandese (Leida, n. 1980)